# Espejo
Espejo – gmina w Hiszpanii, w prowincji Kordoba, w Andaluzji, o powierzchni 56,64 km². W 2011 roku gmina liczyła 3563 mieszkańców.